# Какчикельский язык
Какчикель — язык народа какчикели; один из индейских языков Гватемалы, относящийся к киче-мамской надветви майяской языковой семьи. Близкородственен таким языкам, как киче и цутухильскому.
У языка имеется около полумиллиона носителей, что делает какчикель одним из наиболее распространённых майяских языков.

## Диалекты
Различают несколько диалектов этого языка: центральный (Чимальтенанго), восточный (к северо-западу от города Гватемала и в окрестностях Сан-Хуан-Сакатепекес), западный, южно-центральный, южный (к югу от Антигуа), северный (к северо-востоку от Чимальтенанго) и др.

## Письменность
Письменность языка какчикель — на основе латинского алфавита, причём разные диалекты имеют разные алфавиты. Алфавит юго-западного диалекта: A a, B b, C c, C' c', Ch ch, Ch' ch', E e, F f, I i, J j, K k, K' k', L l, M m, N n, O o, P p, Qu qu, Q’u q’u, R r, S s, T t, T' t', Tz tz, Tz' tz', U u, V v, X x, Y y.

## Лингвистическая характеристика
Какчикель — умеренно синтетический флективный язык, имеющий развитую систему аффиксов, включающих как суффиксы, так и префиксы. Флективные префиксы — обычно короткие и зачастую состоящие из одного звука и никогда не имеют более трёх звуков. Суффиксы могут быть несколько длиннее.

## Примеры лексики
- Saqer — «Добрый день!»;
- Xo’qa' — «спокойной ночи»;
- La ütz awäch? — «Как поживаете?»;
- Ütz matyox — «Хорошо, спасибо»;
- Ab’i' rat? — «Как вас зовут?»;
- Rin … nub’i' — «Меня зовут …»;
- ya' — «вода»;
- ala' — «мужчина»;
- xten — «женщина».